# ムクロネラペンデュラ
ムクロネラペンデュラ（Mucronella pendula）は、シロソウメンタケ科の菌類の一種。1901年にジョージ・エドワード・マシーによって Myxomycidium 振り子として最初に記述され、ホロタイプコレクションはタスマニアからのものである。アメリカ合衆国の菌類学者ロン・H・ピーターセンは1980年にそれを Mucronella 属に移した。